# Wehrdisziplinaranwalt

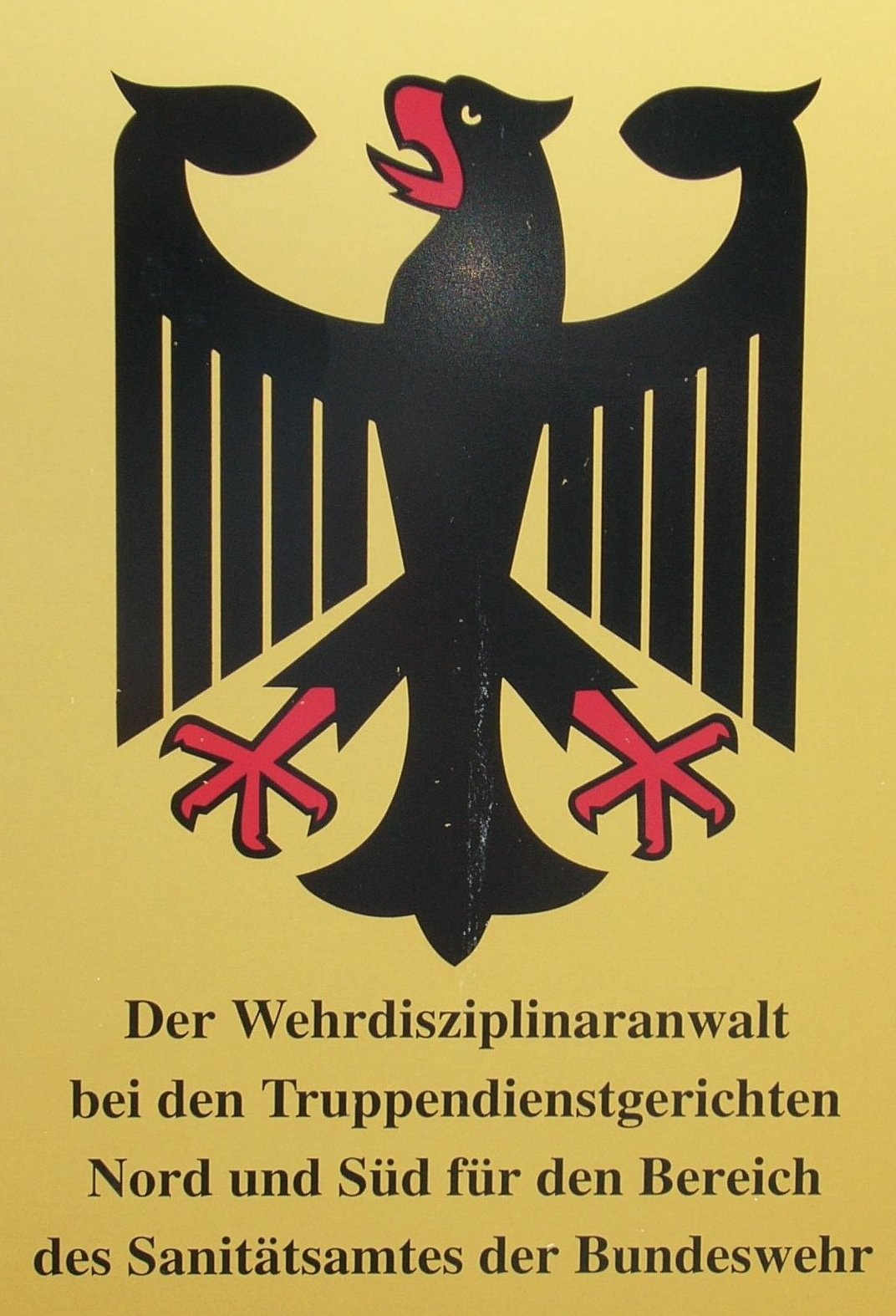
Dienststellenschild des Wehrdisziplinaranwalts von 2005 mit der Aufschrift „Der Wehrdisziplinaranwalt bei den Truppendienstgerichten Nord und Süd für den Bereich des Sanitätsamtes der Bundeswehr“

Der Wehrdisziplinaranwalt (WDA) ist ein Nebenamt eines Beamter im höheren nichttechnischen Verwaltungsdienst mit der Befähigung zum Richteramt (Volljurist), der Angehöriger der Rechtspflege der Bundeswehr ist.
Wehrdisziplinaranwälte gibt es grundsätzlich bei Kommandobehörden ab Ebene der Division oder vergleichbar aufwärts, die zugleich Einleitungsbehörde ist. Zuständig ist der Wehrdisziplinaranwalt für die Kommandobehörde und deren unterstellten Bereich. Wehrdisziplinaranwaltschaften sind eigenständige Dienststellen, deren Leiter im Hauptamt zugleich Erster oder Leitender Rechtsberater der Kommandobehörde ist. Daneben gibt es in der Regel weitere Wehrdisziplinaranwälte/Rechtsberater.
Der Wehrdisziplinaranwalt ermittelt gegen Soldaten der Bundeswehr, die sich schwererer Dienstvergehen verdächtig gemacht haben und führt die Entscheidung der Einleitungsbehörde herbei. Wird gegen den beschuldigten Soldaten ein gerichtliches Disziplinarverfahren eingeleitet und kommt es nach Abschluss der Ermittlungen zur Anschuldigung, vertritt der Wehrdisziplinaranwalt im gerichtlichen Disziplinarverfahren die Einleitungsbehörde in der Hauptverhandlung vor einem Truppendienstgericht.
Rechtsberater/Wehrdiziplinaranwälte können als Reservisten in ein Wehrdienstverhältnis berufen werden, um als Rechtsberater-Stabsoffiziere (RBStOffz), zum Beispiel bei Auslandseinsätzen, tätig zu werden. Ist bei Auslandseinsätzen kein Wehrdisziplinaranwalt vor Ort, ist für dort begangene schwerere Dienstvergehen die Wehrdisziplinaranwaltschaft für den Bereich des Einsatzführungskommandos der Bundeswehr.
Als Wehrdisziplinaranwalt ist seine Stellung in etwa vergleichbar mit der eines deutschen Staatsanwaltes.
Rechtsgrundlagen des WDA ist vor allem das Soldatengesetz, die Wehrdisziplinarordnung, insbesondere die dortigen § 81 bis 99, sowie die Strafprozessordnung, soweit die Wehrdisziplinarordnung auf sie verweist.
Disziplinarvorgesetzter der RB/WDA ist der jeweilige Dienstaufsicht führende Rechtsberater (DaRB). Die WDA unterstehen fachlich nach § 81 Absatz 3 Wehrdisziplinarordnung dem Bundeswehrdisziplinaranwalt beim Bundesverwaltungsgericht.
Mit Stand Januar 2020 gab es 152 Dienstposten von Rechtsberatern, die im Nebenamt die Funktion Wehrdisziplinaranwalt wahrnehmen, wovon 132 Dienstposten besetzt waren.